# Kloster Kapellendorf
Das Kloster Kapellendorf war ein Kloster des Zisterzienserordens in der Landgrafschaft Thüringen und befand sich am Ortsrand des Dorfes Kapellendorf bei Weimar in unmittelbarer Nachbarschaft und im Schutz der Wasserburg Kapellendorf.

## Geschichte

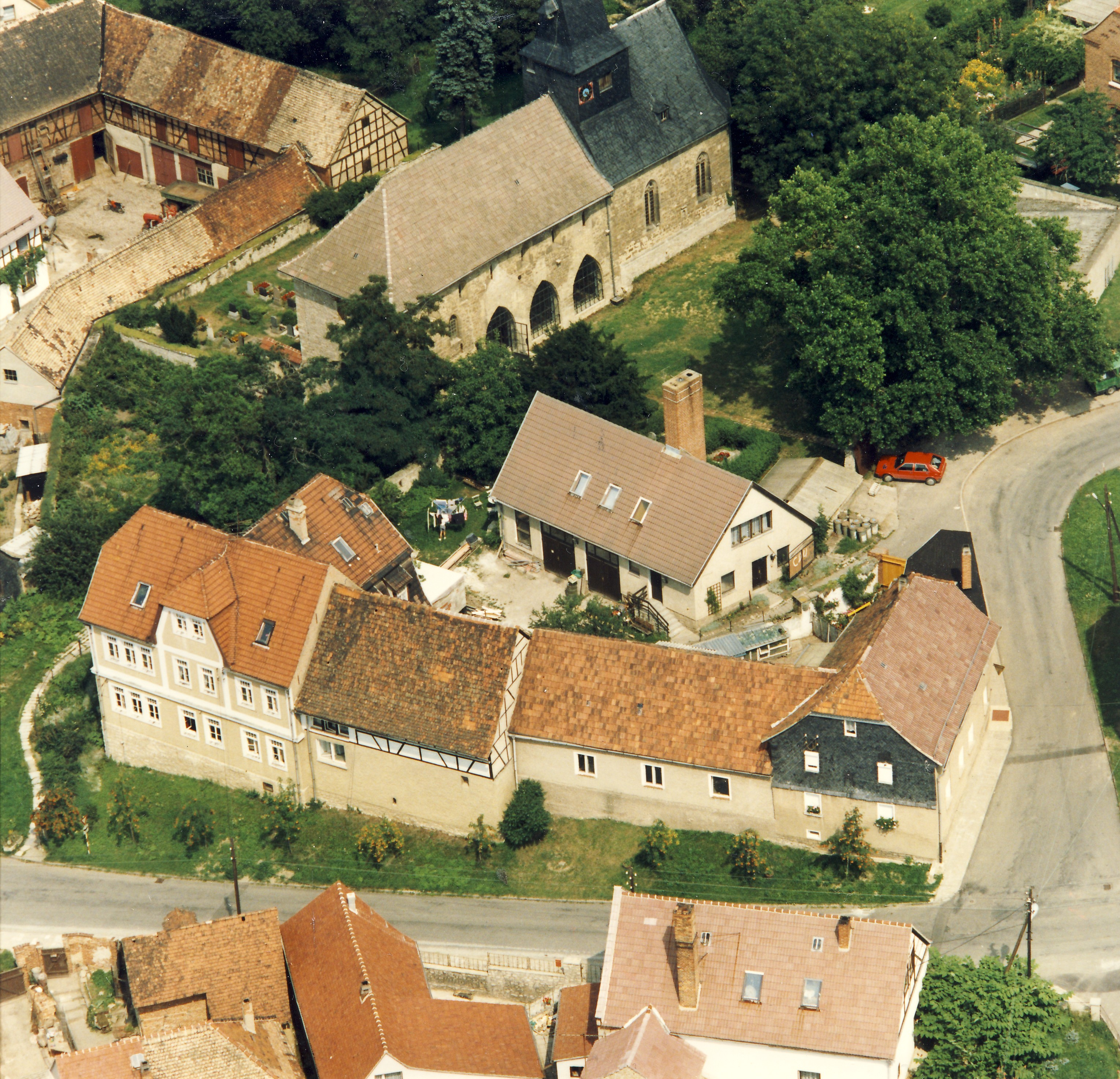
Pfarrei und ehemalige Klosterkirche, Luftaufnahme 1992

Aus Kapellendorf stammen die Herren von Capelndorf, ein Thüringer Adelsgeschlecht, das 1149 zu Burggrafen von Kirchberg (bei Jena) erhoben wurde und in der Adelshierarchie auf einen den Grafengeschlechtern gleichwertigen Rang gestiegen war. Schon im 12. Jahrhundert war die Pfarrkirche zu Kapellendorf im Lehensbesitz der Burggrafen von Kirchberg, die hier im Jahre 1235, wohl auch als Demonstration ihres gesellschaftlichen Aufstieges, ein (kleines) Zisterzienserinnenkloster gründeten, welches auch zum Erbbegräbnis bestimmt wurde.
Das Kloster wurde mit umfangreichen Grundbesitz in den Orten Taubach, Umpferstedt, Sulzbach (Apolda), Hermstedt, Romstedt, Kötschau, und Frankendorf und Hausdorf (Wüstung südlich von Kapellendorf) ausgestattet.
Eine im Burgmuseum befindliche Schautafel zeigt die Besitzverhältnisse zur Blütezeit des Klosters im 14. Jahrhundert, hierbei werden etwa vierzig Orte zwischen Saale und Ilm dargestellt.
Im Jahr 1256 ist ein Streit um das ordensregelgemäße Leben im Konvent belegt. Vermutlich infolge dieses Streits verließen 15 Nonnen vor 1260 das Kloster Kapellendorf und gründeten das Kloster Bachra. Dieses ging jedoch bereits nach wenigen Jahren im Kloster Donndorf auf.
Als erste namentlich bekannte Äbtissin des Klosters ist eine Hedwig für den Zeitraum von Juli 1263 bis 1300 bekannt, sie dürfte der Familie der Kirchberger nahegestanden haben. Nach dem Niedergang der Burggrafen ging deren Schirmvogtei formell auf die Lehensnachfolger über, hierzu gehörten ab 1352 die Stadt Erfurt und ab 1446 die Familie Vitzthum. 1451 wurde der Ort Kapellendorf und das Kloster zum Schauplatz einer mehrwöchigen Belagerung der Wasserburg. Diese ungünstigen äußeren Bedingungen führten zum raschen Niedergang des Klosterlebens. Das Kloster hatte neben der kulturellen auch eine wirtschaftliche Bedeutung als landwirtschaftlicher Großbetrieb, es ging 1508 in den Besitz der Wettiner über. Im Verlauf des Bauernkrieges im Frühjahr 1525 wurde das Kloster schwer heimgesucht, die Nonnen brachten sich hinter den Mauern der Wasserburg in Sicherheit. Nach der Reformation wurde das Kloster Kapellendorf 1527 säkularisiert, das Kapellendorfer Gotteshaus diente fortan als Gemeindepfarrkirche. Außer der Kirche blieb von den Klostergebäuden nichts erhalten. Nach Baubefund könnte sich das Kloster südlich an die heutige Kirche angeschlossen haben.
Im Jahr 1959 begann die Gemeinde Kapellendorf mit der Einrichtung einer Heimatstube. Diese wurde rasch zum Burgmuseum ausgebaut und zeigt die eigene Ortsgeschichte, zunächst mit Schwerpunkt der Burggeschichte und den Ereignissen der Schlacht bei Jena und Auerstedt. Das Kloster Kapellendorf war der Reichsabtei Fulda unterstellt und übte selbst das Pfarrrecht über die Orte Kapellendorf und Großschwabhausen aus. Neben bedeutenden Schenkungen aus der Hand der Stifterfamilie erwarb das Kloster auch Besitz im Umfeld der Stadt Jena. Die zahlreichen erhaltenen Dokumente erleichtern die Untersuchung der Klostergeschichte.
Bei der Restaurierung in den 1980er Jahren war Horst Jährling der Berater.